# ویتبت
ویتبت (به لاتین: Vytebet) یک رود در روسیه است که در استان بریانسک واقع شده‌است.